# Salmijärvi (sjö i Mellersta Finland)
Salmijärvi är en sjö i Finland. Den ligger i kommunen Jämsä i landskapet Mellersta Finland, i den södra delen av landet, 190 km norr om huvudstaden Helsingfors. Salmijärvi ligger 155 meter över havet. Den ligger vid sjöarna Saarijärvi och Halijärvi. I omgivningarna runt Salmijärvi växer i huvudsak blandskog. Arean är 3 hektar och strandlinjen är 0,93 kilometer lång. Sjön  ingår i Kumo älvs huvudavrinningsområde. 